# Alžir
Alžir (arabsko الجزائر al-Jazā’ir, berbersko Dzayer دزاير; francosko Alger) je glavno mesto Alžirije. Po popisu leta 2008 je bilo v mestu 2.988.145 prebivalcev, leta 2020 pa ocenjeno na okoli 4.500.000. Alžir je v severnem osrednjem delu Alžirije in je politično, gospodarsko in kulturno središče države.
Je v severnem osrednjem delu države in se razteza vzdolž obale Alžirskega zaliva v osrčju regije Magreb, zaradi česar ga uvrščajo med največja mesta Severne Afrike, arabskega sveta in Sredozemskega morja, in je glavno središče kulture, umetnosti, gastronomije in trgovine. Mesto vsebuje največje infrastrukturne objekte v državi; železniške in avtocestne povezave s sosednjimi mesti ter mednarodne povezave prek letališča Houari Boumediene in trajektnega terminala Alžir. Alžir ima pomembne možnosti množičnega prevoza, ki vključuje alžirski metro, sistem mestne podzemne železnice, ki je leta 2023 zabeležil približno 46 milijonov potnikov, poleg alžirskega tramvaja in več linij gondolskih žičnic, ki pomagajo pri razlikah v višini, poleg številnih avtobusov linije, ki povezujejo predmestja in večja naseljena središča.
V Alžiru je veliko muzejev, umetniških galerij in kulturnih centrov, med katerimi so najpomembnejši Alžirska operna hiša, Alžirsko narodno gledališče Mahieddine Bachtarzi, Narodni muzej Bardo (Alžir), Narodni muzej lepih umetnosti v Alžiru, Narodni muzej starin in islamske umetnosti. Narodni muzej miniatur, iluminacije in kaligrafije je znotraj Dar Mustafa Paša; Palais des Rais (Bastion 23); Alžirski admiralski muzej; osrednji vojaški muzej, ki meji na Maqam Echahid (Spomenik mučenikom), dih jemajoč spomenik, ki stoji nad Narodnim muzejem mučenikov. Druge znamenitosti so mošeja Djamaa el Djazaïr, tretja največja mošeja na svetu; Botanični vrt Hamma; Kulturna palača Moufdi Zakaria; Grande Poste d'Alger, ki je v bližini ničelnega kilometra; mošeja Ketchaoua; Stolnica Notre Dame d'Afrique; Trg Emirja Abdelkaderja in Trg mučenikov. Mesto vsebuje tudi Unescov seznam svetovne dediščine, Kazba ali citadela, ki je pomemben primer kazbe in medine.
Ta metropola je gostila številne športne dogodke, kot so Sredozemske igre 1975, Afriški pokal narodov 1990 skupaj z Annabo, Vseafriške igre 1978 in Vseafriške igre 2007, Afriške igre mladih 2018, Pokal konfederacije CAF 2022–23, arabske igre 2023 s 4 drugimi mesti; prvenstvo afriških narodov 2022 s tremi drugimi mesti. Sonatrach Petroleum Corporation in Air Algérie imata sedež v mestu.

## Ime
Vzdevek El-Bahdja (arabsko البهجة) oz. Beli Alžir je dobil po belih pročeljih stavb, ki se vzpenjajo ob obali. Ime Alžir je izpeljano (preko francoske besede Alger in katalonske Alguère) iz arabske besede الجزائر - al-jazā’ir, ki v dobesednem prevodu pomeni »otoki« in se nanaša na štiri otoke, ki so ležali ob obali pred mestom dokler niso leta 1525 postali del kopnega. To ime je skrajšana oblika imena [[lang-ar|جزائر بني مازغان|jazā’ir banī mazghannā}}, »otoki (plemena) Bani Mazghanna«, kot so ga zapisali zgodnji geografi, npr. Al-Idrizi in Jakut al-Hamavi.
Med osmansko vladavino se je ime glavnega mesta, al-Jazā'ir, razširilo po vsej državi, zaradi česar je dobila angleško ime Algeria, ki izhaja iz francoskega imena Algérie.
V klasični antiki so stari Grki mesto poznali kot Ikósion (starogrško Ἰκόσιον), ki je bilo pod rimsko vladavino latinizirano kot Icosium. Grki so ime pojasnili, kot da izvira iz njihove besede za 'dvajset' (εἴκοσι, eíkosi), domnevno zato, ker ga je ustanovilo 20 Herkulovih spremljevalcev, ko je med svojim delom obiskal gorovje Atlas.

## Zgodovina

### Zgodnja zgodovina
Najzgodnejša zgodovina mesta je bila majhno pristanišče v Kartagini, kjer so Feničani trgovali z drugimi Sredozemci. Po punskih vojnah je Rimska republika sčasoma prevzela upravo nad mestom, ki so ga poimenovali Icosium. Njene ruševine so zdaj del morske četrti sodobnega mesta, z Rue de la Marine, ki sledi nekdanji rimski cesti. V bližini Bab-el-Oueda in Bab Azouna so obstajala rimska pokopališča. Mestu je cesar Vespazijan podelil latinske pravice. Škofje Ikozija se omenjajo šele v 5. stoletju, vendar je starodavno mesto med muslimansko osvojitvijo Magreba zamrlo.
Sedanje mesto je leta 944 ustanovil Buluggin ibn Ziri, ustanovitelj berberske dinastije Zirid. Zgradil je svojo lastno hišo in center Sanhaja v Aširju leta 935 južno od Alžira. Čeprav je rodbino Ziridov leta 1148 strmoglavil Roger II. Sicilski, so Ziridi leta 1014 že izgubili nadzor nad Alžirom in jih prevzeli njihovi bratranci Hamadidi.
Mesto je leta 1159 Hamadidom iztrgal Almohadski kalifat, v 13. stoletju pa je prišlo pod oblast sultanov Ziyanida iz kraljestva Tlemcen. Nominalno del sultanata Tlemcen je imel Alžir veliko mero neodvisnosti pod lastnimi emirji Thaaliba, ker je bil Oran glavno obmorsko pristanišče Zijanidov.
Peñón v Alžiru, otoček pred alžirskim pristaniščem, so zasedli Španci že leta 1302. Nato je med Alžirom in Španijo začelo teči veliko trgovanja. Vendar pa je imel Alžir razmeroma majhen pomen vse do izgona Mavrov iz Španije, od katerih so mnogi iskali zatočišče v mestu. Leta 1510 so Španci po zasedbi Orana in drugih mest na afriški obali utrdili otoček Peñon in uvedli dajatev, namenjeno zatiranju barbarskih piratov.

### Osmanska vladavina
Leta 1516 je alžirski emir Selim b. Teumi je povabil brata korzarja Oruça Reisa in Hajredina Barbarosso, da izženeta Špance. Oruç Reis je prišel v Alžir, ukazal atentat na Selima, zasedel mesto in izgnal Špance v zavzetju Alžira (1516). Hajredin, ki je nasledil Oruça, potem ko je bil slednji ubit v bitki proti Špancem ob padcu Tlemcena leta 1518, je bil ustanovitelj alžirskega pašaluka, ki je pozneje postal bejlik. Barbarossa je izgubil Alžir leta 1524, vendar ga je leta 1529 ponovno pridobil z zavzetjem Peñóna v Alžiru, nato pa uradno povabil sultana Sulejmana Veličastnega, naj sprejme suverenost nad ozemljem in priključi Alžir Osmanskemu cesarstvu.
Od tega časa je Alžir postal glavni sedež barbarskih piratov. Oktobra 1541 je med ekspedicijo v Alžir španski kralj in Karel V. Habsburški, cesar Svetega rimskega cesarstva, skušal zavzeti mesto, vendar je neurje uničilo veliko število njegovih ladij in njegova približno 30.000 vojska, v glavnem sestavljena iz Špancev, je bila uničena, premagali so jih Alžirci pod pašo Hasanom.
Formalno del Osmanskega cesarstva, a v bistvu brez osmanskega nadzora, se je Alžir v 16. stoletju začel ukvarjati s piratstvom in odkupnino. Zaradi svoje lege na obrobju tako osmanske kot evropske gospodarske sfere in odvisnosti od svojega obstoja na Sredozemlju, ki ga je vse bolj nadzoroval evropski ladijski promet ob podpori evropskih mornaric, je piratstvo postalo primarna gospodarska dejavnost. Različni narodi so večkrat poskušali ukrotiti pirate, ki so motili ladijski promet v zahodnem Sredozemlju in se ukvarjali s suženjskimi napadi vse do severa Islandije. Do 17. stoletja je bilo do 40 % od 100.000 prebivalcev mesta zasužnjenih Evropejcev. Združene države so se bojevale v dveh vojnah (prva in druga barbarska vojna) zaradi napadov Alžira na ladje.
Med pomembnimi ljudmi, ki so jih zadržali zaradi odkupnine, je bil bodoči španski romanopisec Miguel de Cervantes, ki je bil skoraj pet let v ujetništvu v Alžiru in je napisal dve igri, ki sta se dogajali v Alžiru tistega obdobja. Primarni vir za poznavanje Alžira tega obdobja, ker ni sodobnih lokalnih virov, je Topografía e historia general de Argel (1612, vendar napisana prej), ki jo je izdal Diego de Haedo, vendar je avtorstvo sporno. To delo podrobno opisuje mesto, vedenje njegovih prebivalcev in njegovo vojaško obrambo, z neuspešnim upanjem, da bi olajšali napad Španije in tako končali piratstvo.
V Alžiru je takrat živelo precejšnje število odpadnikov, kristjani so se prostovoljno spreobrnili v islam, mnogi so bežali pred zakonom ali drugimi težavami doma. Ko so se spreobrnili v islam, so bili v Alžiru varni. Mnogi so zasedli oblastne položaje, na primer Samson Rowlie, Anglež, ki je postal zakladnik Alžira.
Mesto pod osmanskim nadzorom je bilo z vseh strani obdano z obzidjem, tudi ob obali. V tem obzidju je pet vrat omogočalo dostop do mesta, s petimi cestami od vsakih vrat, ki ločujejo mesto in se srečujejo pred mošejo Ketchaoua. Leta 1556 je bila na najvišji točki obzidja zgrajena citadela. Glavna cesta, ki je potekala od severa proti jugu, je razdelila mesto na dvoje: zgornje mesto (al-Gabal ali 'gora'), ki ga je sestavljalo približno petdeset majhnih četrti andaluzijskih, judovskih, mavrskih in kabilskih skupnosti, in spodnje mesto (al -Wata ali 'ravnina'), ki je bilo upravno, vojaško in trgovsko središče mesta, kjer so večinoma živeli osmanski turški dostojanstveniki in druge družine višjega razreda.
Avgusta 1816 je mesto bombardirala britanska eskadrilja pod poveljstvom lorda Exmoutha (potomca Thomasa Pellewa, ujetega v napadu alžirskih sužnjev leta 1715, pomagali pa so ji vojni možje iz Kraljevina Nizozemska je uničila korzarsko floto v Alžiru.
- Alžir Antonia Salamance, okrog 1540, objavljeno v Civitates Orbis Terrarum
- Abraham Duquesne izroči krščanske ujetnike v Alžiru po bombardiranju leta 1683.
- Zgodovinski zemljevid Alžira Pirija Reisa
- Bombardiranje Alžira pod vikontom Exmouthom, avgust 1816, naslikal Thomas Luny
- Bogato okrašen osmanski top, ki ga je 8. oktobra 1581 v Alžiru našel Ca'fer el-Mu'allim. Dolžina: 385 cm, kal.: 178 mm, teža: 2910 kg, izstrelek. Zasežen s strani Francije med invazijo na Alžir leta 1830. Vojaški muzej, Pariz.

### Francoska vladavina
Zgodovina Alžira od leta 1830 do 1962 je povezana s širšo zgodovino Alžirije in njenim odnosom do Francije. 4. julija 1830 je pod pretvezo žalitve francoskega konzula - ki ga je dey udaril z muharico, ko je konzul rekel, da francoska vlada ni pripravljena plačati svojih velikih neporavnanih dolgov dvema alžirskima trgovcema - francoski vojska pod poveljstvom generala de Bourmonta je leta 1830 napadla mesto v invaziji na Alžir. Mesto je naslednji dan kapituliralo. Alžir je postal glavno mesto Francoske Alžirije.
Veliko Evropejcev se je naselilo v Alžiru in do začetka 20. stoletja so tvorili večino mestnega prebivalstva. V 1930-ih je arhitekt Le Corbusier izdelal načrte za popolno prenovo kolonialnega mesta. Le Corbusier je bil zelo kritičen do urbanega sloga Alžira in je evropsko okrožje opisal kot »nič drugega kot razpadajoče zidove in opustošeno naravo, vse skupaj kot umazano madeže«. Kritiziral je tudi razliko v življenjskem standardu, ki ga je zaznal med evropskimi in afriškimi prebivalci mesta, in opisal situacijo, v kateri »civilizirani« živijo kot podgane v luknjah, medtem ko barbari živijo v samoti, v blaginji. Vendar pa je francoska uprava te načrte na koncu prezrla.
Med drugo svetovno vojno je bil Alžir prvo mesto, ki so ga zavezniki zasegli od osi v operaciji Terminal, del operacije Torch.
Leta 1962, po krvavem boju za neodvisnost, v katerem je med boji med francosko vojsko in alžirsko Fronto de Libération Nationale umrlo na stotine tisoč (ocene se gibljejo med 350.000 in 1.500.000) (večinoma Alžircev, pa tudi Francozov in Pieds-Noirs), je Alžirija dobila svoj neodvisnost, z glavnim mestom Alžir. Od takrat se je mesto kljub izgubi celotne populacije pied-noirja močno razširilo. Zdaj ima približno pet milijonov prebivalcev ali 10 odstotkov alžirskega prebivalstva, njegova predmestja pa pokrivajo večino okoliške Mitidje.

### Alžirska vojna
Alžir je imel tudi ključno vlogo v alžirski vojni (1954–1962), zlasti med bitko za Alžir, ko je 10. padalska divizija francoske vojske, z začetkom 7. januarja 1957, in na ukaz francoskega ministra za pravosodje Françoisa Mitterrand (ki je odobril kakršna koli sredstva za 'odpravo upornikov') je vodil napade na alžirske borce za neodvisnost. Alžir ostaja zaznamovan s to bitko, za katero so značilni neusmiljeni boji med silami FLN, ki so izvajale gverilsko akcijo proti francoski vojski in policiji ter profrancoskim alžirskim vojakom, in francosko vojsko, ki je odgovorila s krvavo represijo, mučenjem in splošnim terorizmom. proti domačemu prebivalstvu. Demonstracije 13. maja med krizo leta 1958 so povzročile padec Četrte republike v Franciji in vrnitev generala de Gaulla na oblast.

### Neodvisnost
Alžirija je dosegla neodvisnost 5. julija 1962. Alžir je med hladno vojno, ki ga vodi FLN, ki je zagotovil neodvisnost, postal član gibanja neuvrščenih. Oktobra 1988, eno leto pred padcem Berlinskega zidu, je bil Alžir prizorišče demonstracij, ki so zahtevale konec enostrankarskega sistema in vzpostavitev prave demokracije, kar je krstilo 'Alžirsko pomlad'. Oblasti so protestnike zatrle (več kot 300 mrtvih), vendar je gibanje predstavljalo prelomnico v politični zgodovini sodobne Alžirije. Leta 1989 je bila sprejeta nova ustava, ki je odpravila enostrankarsko vladavino in omogočila ustanovitev več kot petdesetih političnih strank ter uradno svobodo tiska.

### Kriza devetdesetih let
Mesto je do leta 1993 postalo prizorišče številnih političnih demonstracij vseh vrst. Leta 1991 se je politična entiteta, v kateri so prevladovali verski konservativci, imenovana Fronta islamske rešitve, začela politično preizkušati voljo z oblastmi. Na volitvah v alžirsko narodno skupščino leta 1992 so islamisti že v prvem krogu dobili veliko podporo. V strahu pred morebitno zmago islamistov je vojska preklicala volilni proces, s čimer je sprožila državljansko vojno med državo in oboroženimi verskimi konservativci, ki bo trajala desetletje.
11. decembra 2007 sta v Alžiru eksplodirali dve avtomobili bombi. Ena bomba je bila tarča dveh poslovnih stavb Združenih narodov, druga pa vladne stavbe, v kateri je Vrhovno sodišče. Število smrtnih žrtev je bilo najmanj 62, več kot dvesto ranjenih v napadih. Vendar jih je naslednji dan le 26 ostalo hospitaliziranih. Od leta 2008 se špekulira, da je napad izvedla celica Al Kaide v mestu.
Domače teroristične skupine v Alžiriji aktivno delujejo od okoli leta 2002.

## Geografija

### Okrožja Alžira
- Kazba (od Al Qasbah, 'Citadela'), 1. okrožje Alžira: imenovano Al-Djazaïr Al Mahroussa ('Lepo ohranjen Alžir'), je ustanovljeno na ruševinah starega Ikozija. To je majhno mesto slikovitih vijugastih ulic, zgrajenih na hribu in spuščajočih se proti morju, razdeljenih na dva dela: Zgornje in Spodnje mesto. Vključuje stavbe iz 17. stoletja: mošejo Ketchaoua (v 18. stoletju jo je obnovil Dey Baba Hassan), mošejo El Djedid (zgrajeno leta 1660, v času turškega regentstva), mošejo El Kebir (najstarejša od mošej, zgradil jo je Almoravid Youssefa Ibn Tachfina in ponovno zgrajena leta 1794), mošeja Ali Bitchin (Raïs, 1623) in Dar Aziza, ki je bila prej del palače Jénina.
- Bab El Oued: dobesedno 'Rečna vrata', priljubljeno okrožje, ki se razteza od Kazbe onkraj 'rečnih vrat'. Je najbolj priljubljeno okrožje prestolnice. Znano po trgu s »tremi urami« in »tržnem trojčku«, je tudi četrt delavnic in proizvodnih obratov.
- Obrobje morja: od leta 1840 sta arhitekta Pierre-August Guiauchain in Charles Frédéric Chassériau zasnovala nove stavbe, razen kazbe, mestne hiše, sodišč, stavb, gledališča, guvernerjeve palače in igralnice, da bi oblikovali elegantno sprehajališče, obrobljeno s arkade, ki je danes Boulevard Che Guevara (prej Bulevar republike).
- Kouba (bo daira Hussein-deya): Kouba je stara vas, ki jo je absorbiralo širjenje mesta Alžir. Kouba se je hitro razvila v francoskem kolonialnem obdobju, nato pa je še naprej rasla zaradi izjemne demografske ekspanzije, ki jo je Alžir doživel po osamosvojitvi Alžirije leta 1962. Danes je to okrožje Alžira, ki ga večinoma sestavljajo hiše, vile in stavbe, ki ne presegajo petih nadstropij.
- El Harrach, predmestje Alžira približno 10 kilometrov vzhodno od mesta.
- Občine Hydra, Ben Aknoun, El-Biar in Bouzareah tvorijo tisto, kar prebivalci Alžira imenujejo 'Alžirske višave'. V teh občinah je zavetje večine tujih veleposlaništev Alžira, številnih ministrstev in univerzitetnih središč, zaradi česar je Alžir eno izmed upravnih in političnih središč države.
- Ulica Didouche Mourad je v 3. okrožju Alžira. Razteza se od pošte Grande do Alžirskih višin. Še posebej prečka kraj Audin, Alžirsko univerzo, okronano srce in park svobode (prej Galland). Večino dolžine meji na pametne trgovine in restavracije. Velja za srce prestolnice.

### Podnebje
Alžir ima sredozemsko podnebje (Köppenova podnebna klasifikacija Csa). Bližina Sredozemskega morja pomaga zniževati temperaturo v mestu. Posledično Alžir običajno ne doživi ekstremnih temperatur, ki jih občutimo v sosednji notranjosti. Alžir v povprečju prejme približno 600 milimetrov dežja na leto, večina pade med oktobrom in aprilom. Padavin je več kot v večini obalne sredozemske Španije in podobno kot v večini obalne sredozemske Francije, v nasprotju s polsušnim ali sušnim podnebjem v notranjosti Severne Afrike.
Sneg je zelo redek; leta 2012 je mesto prejelo 100 milimetrov snega, kar je bilo prvo sneženje v osmih letih.

## Lokalna arhitektura
Obstaja veliko zanimivih javnih stavb, vključno s celotno četrtjo Kazba, Trgom mučenikov (Sahat ech-Chouhada arabsko ساحة الشهداء), vladnimi uradi (nekdanji britanski konzulat), veliko, novo mošejo Ketchaoua, rimskokatoliško stolnico Notre Dame d'Afrique, muzej Bardo, stara Bibliothèque Nationale d'Alger — mavrska palača, zgrajena v letih 1799–1800 in nova Narodna knjižnica, zgrajena v slogu, ki spominja na Britansko knjižnico.
Glavno stavbo v Kazbi so začeli graditi leta 1516 na mestu starejše stavbe in je služila kot palača dejev (regentov pod Osmanskim cesarstvom) do francoske osvojitve. Skozi središče stavbe je bila prerezana cesta, mošeja spremenjena v vojašnico, dvorana za občinstvo pa je propadla. Še vedno ostaja minaret in nekaj marmornih obokov in stebrov. Obstajajo sledi o trezorjih, v katerih so bili shranjeni kraljevi zakladi.
Džamaa el Kebir (Jamaa-el-Kebir arabsko الجامع الكبير) je najstarejša mošeja v Alžiru. Prvič jo je zgradil Jusuf ibn Tašfin, vendar je bila večkrat rekonstruirana. Na prižnici (minbar arabsko منبر) je napis, ki kaže, da je stavba obstajala leta 1097. Minaret je leta 1324 zgradil tlemcenski sultan. Notranjost mošeje je kvadratna in je razdeljena na ladje s stebri, ki jih povezujejo mavrski loki.
Nova mošeja (Jamaa-el-Jedid arabsko الجامع الجديد), ki izvira iz 17. stoletja, je v obliki grškega križa, nadgrajenega z veliko belo kupolo, s štirimi majhnimi kupolami na vogalih. Minaret je visok 27 metrov. Notranjost spominja na Veliko mošejo.
Cerkev Svete Trojice (zgrajena leta 1870) stoji na južnem koncu ulice d'Isly blizu mesta porušene trdnjave Bab Azoun [[lang-ar|باب عزون}}. Notranjost je bogato okrašena z različnimi barvnimi marmorji. Veliko teh marmorjev vsebuje spominske napise, ki se nanašajo na britanske prebivalce (prostovoljne in neprostovoljne) Alžira od časa Johna Tiptona, prvega angleškega konzula, leta 1580 (opomba: nekateri viri navajajo 1585). Na eni plošči je zapisano, da sta se leta 1631 dve alžirski gusarski posadki izkrcali na Irskem, oplenili Baltimore in zasužnjili njegove prebivalce.
Mošeja Ketchaoua (Djamaa Ketchaoua arabsko جامع كتشاوة), ob vznožju Kazbe, je bila pred osamosvojitvijo leta 1962 stolnica sv. Filipa, ki je bila leta 1845 zgrajena iz mošeje iz leta 1612. Glavni vhod, do katerega vodi 23 stopnic, je okrašen s portikom, ki ga podpirajo štirje marmorni stebri s črnimi žilami. Strop ladje je iz mavrskega štuka. Sloni na nizu arkad, ki jih podpirajo beli marmorni stebri. Več teh stebrov je pripadalo prvotni mošeji. V eni od kapel je bila grobnica s kostmi Geronima. Stavba se zdi nenavadna mešanica mavrskega in bizantinskega sloga.
Alžir ima Univerzo s šolami za pravo, medicino, znanost in književnost. Stavbe so velike in lepe. 
Muzej Bardo hrani nekatere starodavne skulpture in mozaike, odkrite v Alžiriji, skupaj z medaljami in alžirskim denarjem.
Alžirsko pristanišče je zaščiteno pred vsemi vetrovi. Obstajata dve pristanišči, obe umetni - staro ali severno pristanišče in južno ali pristanišče Agha. Severno pristanišče pokriva površino 95 hektarjev. Odprtina v južnem pomolu omogoča vhod v pristanišče Agha, zgrajeno v zalivu Agha. Pristanišče Agha ima tudi samostojen vhod na južni strani. Notranje pristanišče je leta 1518 začel graditi Khair-ad-Din Barbarossa (glej zgodovino spodaj), ki je za namestitev svojih gusarskih plovil dal otok, na katerem je bila utrdba Penon, povezati s kopnim s kurtino. Svetilnik, ki je na mestu Fort Penon, je bil zgrajen leta 1544.
Alžir je bilo obzidano mesto od časa dejev (regentov pod Osmanskim cesarstvom) do konca 19. stoletja. Francozi so po zasedbi mesta (1830) zgradili obzidje, parapet in jarek z dvema končnima utrdbama, Bab Azoun باب عزون na jugu in Bab-el-Oued اد na severu. Utrdbe in del obzidja so bili porušeni na začetku 20. stoletja, ko je njihovo mesto zasedla vrsta utrdb, ki so zasedale višino Bouzareah بوزريعة (na višini 396 metrov nad morjem).
Stolnica Notre Dame d'Afrique, cerkev, zgrajena (1858–1872) v mešanici rimskega in bizantinskega sloga, je na vidnem mestu s pogledom na morje, na bregu hribovja Bouzareah, 3 km severno od mesta. Nad oltarjem je kip Device, ki je upodobljena kot črna ženska. Cerkev vsebuje tudi masivni srebrn kip nadangela Mihaela, ki je pripadal bratovščini neapeljskih ribičev.
Vila Abd-el-Tif, nekdanja deyjeva rezidenca, je bila v francoskem obdobju uporabljena za namestitev francoskih umetnikov, predvsem slikarjev in dobitnikov nagrade Abd-el-Tif, med katerimi je bil dve leti Maurice Boitel. Danes so alžirski umetniki spet v ateljejih vile.
Maqam Echahid: ikonični betonski spomenik v spomin na alžirsko vojno za neodvisnost. Spomenik so odprli leta 1982 ob 20. obletnici neodvisnosti Alžirije. Oblikovan je v obliki treh stoječih palmovih listov, ki pod seboj skrivajo »Večni ogenj«. Na robu vsakega palminega lista stoji kip vojaka, od katerih vsak predstavlja stopnjo alžirskega boja.

## Mednarodne povezave
Alžir ima formalne mednarodne povezave (pobratena ali sestrska mesta) z naslednjimi mesti:
- Montreal, Kanada[25]
- Moskva, Rusija
- Sofija, Bolgarija[26]

Poleg tega številni oddelki in mesta v Alžiru vzdržujejo pobratene odnose z drugimi tujimi mesti.
Alžir ima sporazume o sodelovanju z:
- Lizbona, Portugalska[27][28]
- Pariz, Francija[29]